# Baumwertermittlung
Die Baumwertermittlung erfolgt in Deutschland analog dem sogenannten Sachwertverfahren der Grundstückswertermittlung. Diese Methode erlangte als „Methode Koch“ im Kastanienbaumurteil des Bundesgerichtshofes vom 13. Mai 1975 höchstrichterliche Anerkennung (Az. VI ZR 85/74). Dabei wird von der Tatsache ausgegangen, dass Bäume und Sträucher wesentliche Bestandteile eines Grundstückes sind und somit auch zu dessen Wert beitragen. Bei der Wertermittlung muss stets die Funktion des Gehölzes zugrunde gelegt werden. In die Wertermittlung gehen ein: Gehölzkosten, Pflanzkosten, Anwachspflegekosten, das Anwachsrisiko sowie die Zinsen auf diese Kosten während der weiteren Herstellungszeit des Gehölzes bis zum Erreichen seiner Funktion. Daneben sind Alterswertminderungen und Wertminderungen durch Schäden zu berücksichtigen. Zur Beurteilung von Schädigungen ist oft eine eingehende Baumuntersuchung erforderlich. 
Eine fachgerechte Baumwertermittlung sollte von entsprechend qualifizierten Baumsachverständigen durchgeführt werden. Diese können auch den monetären Umfang von Teilschäden (z. B. durch unfachgerechten Baumschnitt, Anfahrschäden, Vandalismus) berechnen. 
Vom Baumwert n. dem Sachwertverfahren sind der Marktwert und der Buchwert eines Gehölzes abzugrenzen. Diese ergeben sich aus dem Marktgeschehen bzw. aus den Bewertungsvorschriften des Handelsrechts.